# Bohdan (województwo podlaskie)
Bohdan – wieś w Polsce położona w województwie podlaskim, w powiecie białostockim, w gminie Dobrzyniewo Duże.

## Ludność wsi na przestrzeni lat[7]
W miejscowości funkcjonuje koło gospodyń wiejskich.
| SIMC    | Nazwa   | Rodzaj                       |
| ------- | ------- | ---------------------------- |
| 0026991 | Cupel   | część wsi, zniesiona od 2022 |
| 0027000 | Zaolzie | część wsi                    |

## Podział administracyjny
W latach 1975–1998 miejscowość administracyjnie należała do województwa białostockiego.
Wierni kościoła rzymskokatolickiego należą do parafii Zwiastowania Najświętszej Maryi Panny w Dobrzyniewie Kościelnym. 

## Historia miejscowości
Etymologia nazwy wsi Bohdan nie jest jasna. Jako że jest ona równoznaczna z męskim imieniem Bohdan, prawdopodobne jest, że została tak nazwana na cześć jednego z pierwszych osadników miejscowości Letniki. Słuszność tej tezy popiera również fakt, że Bohdan został wydzielony ze wsi Letniki w latach 30. XX wieku.